# Nationalisme congolais (République démocratique du Congo)

Drapeau de la république démocratique du Congo (depuis 2006).

Le nationalisme congolais en république démocratique du Congo, également connu sous le nom de nationalisme zaïrois sous le règne de Mobutu Sese Seko, est une idéologie politique favorisant l'existence de l'État de la république démocratique du Congo. Le nationalisme congolais persiste au sein du peuple de la République démocratique du Congo, malgré la guerre civile et l'absence de définition claire de ce que signifie être congolais.

## Histoire

Drapeau du Zaïre (1971-1997).

Le territoire du Congo est créé par les dirigeants coloniaux belges, qui ont emprunté le nom utilisé par le royaume historique du Kongo. Toutefois, à l'époque, il n'existe pas de concept de peuple congolais, car les habitants de la région sont divisés en groupes ethniques. Le nationalisme congolais éclate d'abord en 1959, lors des émeutes contre la domination coloniale belge. Les tentatives de consolidation du pays s'effondrent rapidement après l'indépendance, lorsque Mobutu Sese Seko se révolte contre le gouvernement de Patrice Lumumba en 1960. Après plusieurs années au pouvoir, Mobutu rebaptise le pays en Zaïre en 1971 et cherche à définir et à forger une nation zaïroise unie grâce à sa politique de zaïrianisation, qui comprenait des efforts pour purger le christianisme, considéré comme colonial. Certains détracteurs du nationalisme zaïro-congolais estiment qu'il s'agit d'un stratagème de manipulation de la part de Mobutu pour légitimer son régime, bien que ces critiques aient été contestées par la persistance d'un nationalisme post-Mobutu après la chute de Mobutu, et le renommage du pays en république démocratique du Congo.